# Cozy Powell
Colin Trevor Flooks (Cirencester, 29 de diciembre de 1947-Bristol, 5 de abril de 1998), más conocido como Cozy Powell, fue un baterista inglés de rock, reconocido por su trabajo en las bandas The Jeff Beck Group, Rainbow, Robert Plant, Whitesnake, Brian May Band y Black Sabbath.

## Carrera

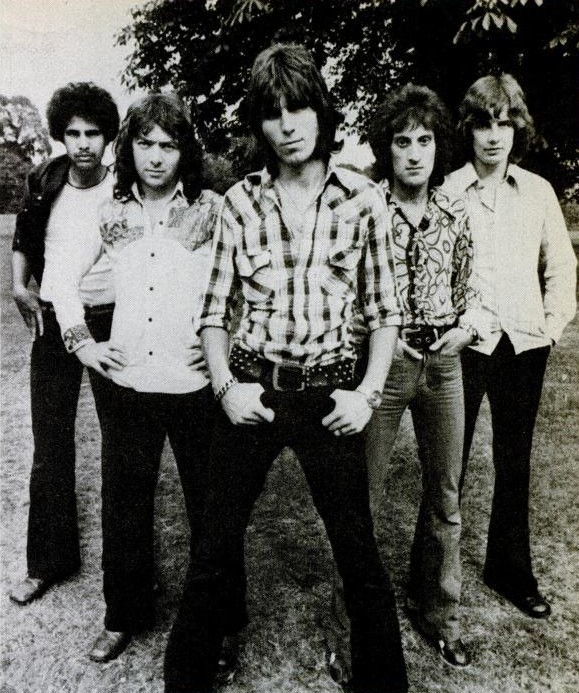
Cozy Powell's Hammer en 1974

Powell nació en Cirencester, Inglaterra, y fue adoptado siendo un bebé. Comenzó a tocar la batería en la orquesta de la escuela. El apodo de "Cozy" fue tomado de Cozy Cole, baterista de jazz, y su apellido es el de su madre, Win Flooks. Su primera banda fue The Sorcerers. En abril de 1970 entró a formar parte de la banda de Jeff Beck, con la que grabó dos discos, hasta su ruptura en julio de 1972.
En 1973, tocó con la banda Bedlam, de los hermanos Dave y Dennis Ball, con Frank Aiello, de solo un disco de producción antes de su separación en 1974.
En 1974, Powell lanza un sencillo en solitario llamado Dance With the Devil, el cual alcanzó el tercer lugar en las listas inglesas en enero de ese mismo año. Gracias al impacto que causó el sencillo, se formó la agrupación Cozy Powell's Hammer.
En 1976, se une a Rainbow, la banda de Ritchie Blackmore. A partir de ese momento Cozy trabajó con muchos artistas y agrupaciones de las que se destacan Graham Bonnet, Michael Schenker Group (MSG), Robert Plant, Doro, Whitesnake, Gary Moore, Brian May, Emerson, Lake & Powell, Black Sabbath e Yngwie Malmsteen.

## Muerte
Cozy Powell murió en las cercanías de Bristol el 5 de abril de 1998 debido a un accidente al volante de su automóvil, un Saab 9000, a una velocidad de 104 millas por hora (167 km/h) en malas condiciones climáticas. De acuerdo con la BBC, en el momento del accidente, Powell se hallaba con niveles de alcohol superiores al límite legal permitido, sin tener ajustado el cinturón de seguridad y manteniendo una charla por teléfono móvil con su novia.

## Discografía
| - Jeff Beck Group - Rough & Ready (1971) - Ed Welch - Clowns (1971) - Jeff Beck Group - Jeff Beck Group (1972) - Harvey Andrews - A Writer of Songs (1972) - Julie Felix - Clotho's Web (1972) - Donovan - Cosmic Wheels (1973) - Bedlam - Bedlam (1973) - Chick Churchill - You And Me (1973) - Murray Head - Nigel Lived (1973) - Tony Ashton / Jon Lord - First of the Big Bands (1974) - Varios - Peter & The Wolf (1975) - Peter Sarstedt - Every Word You Say (1975) - Bob Sargeant - The First Starring Role (1975) - Rainbow - Rising (1976) - Hot Chocolate - Fourteen Greatest Hits (1976) - Rainbow - On Stage (1977) - Rainbow - Long Live Rock 'n' Roll (1978) - Rainbow - Down to Earth (1979) - Cozy Powell - Over the Top (1979) - Bernie Marsden - And About Time Too (1979) - Rainbow - Monsters of Rock (1980) - Bernie Marsden - Look At Me Now (1981) - Cozy Powell - Tilt (1981) - Michael Schenker Group - M.S.G. (1981) - Graham Bonnet - Line Up (1981) - Michael Schenker Group - One Night at Budokan (1982) - Jon Lord - Before I Forget (1982) - Robert Plant - Pictures At Eleven (1982) - Cozy Powell - Octopuss (1983) - Whitesnake - Slide It In (1984) - Phenomena - Phenomena (1985) - Roger Daltrey - Under a Raging Moon (1985) - Rainbow - Finyl Vinyl (1986) - Emerson, Lake & Powell - Emerson, Lake & Powell (1986) | - Boys Don't Cry - Who the Am Dam (1987) - Sanne Salomonsen - Sanne Salomonsen (1987) - Warlock - Triumph and Agony (1987) - Forcefield - Forcefield I (1987) - Pete York / Cozy Powell - Super Drumming (1987) - Cinderella - Long Cold Winter (1988) - James Darby - Southern Region Breakdown (1988) - Don Airey - K.2. (1988) - Forcefield - Forcefield II (1988) - Gary Moore - After the War (1989) - Black Sabbath - Headless Cross (1989) - Black Sabbath - 1989 Nov 19 Live In Moscow (1989) - Minute By Minute - Timewatch (1989) - Forcefield - To Oz And Back (Forcefield III) (1989) - Rainbow - Live in Germany 1976 (1990) - Black Sabbath - Tyr (1990) - Forcefield - Let the Wild Run Free (Forcefield IV) (1991) - Ritchie Blackmore - The Connoisseur Collection Vol II (1991) - Cozy Powell - The Drums are Back (1992) - Forcefield - Instrumentals (1992) - Brian May - Back To The Light (1993) - Brian May - Live at the Brixton Academy (1994) - Black Sabbath - Forbidden (1995) - Varios - The Music of Jimi Hendrix (1995) - Black Sabbath - The Sabbath Stones (1996) - Glenn Tipton - Baptizm of Fire (1997) - Cozy Powell - The Best of Cozy Powell (1997) - Peter Green Splinter Group - Peter Green Splinter Group (1997) - S.A.S. Band - SAS Band (1997) - Yngwie Malmsteen - Facing the Animal (1997) - Brian May - Another World (1998) - Cozy Powell - Twin Oaks/Especially For You (1999) - Tony Martin - Scream (2005) - Tipton, Entwistle & Powell - Edge of the World (2006) |